# Institut des Seeverkehrs und der Hafenwirtschaft (Rostock)
Das Institut des Seeverkehrs und der Hafenwirtschaft (Rostock) (IHS) war eine wissenschaftliche Forschungseinrichtung in der DDR für die Seewirtschaft. Einen Forschungsschwerpunkt bildete der Bereich Seerecht.

## Geschichte
Das Institut wurde 1965 in Rostock gegründet und wirkte als Forschungseinrichtung für den maritimen Verkehrszweig der DDR. Mit ihren wissenschaftlichen Untersuchungen zu rechtlichen und ökonomischen Fragen sowie der internationalen Zusammenarbeit bereitete es Entscheidungen für die Seewirtschaft der DDR vor und schaffte Grundlagen für die Rationalisierung, insbesondere bei der Einführung der elektronischen Datenverarbeitung. Im Jahre 1968 wurde das Institut mit dem Aufbau des Rechenzentrums der Seeverkehrswirtschaft betraut und die elektronische Datenverarbeitungsanlage im März 1969 in Betrieb genommen.
Ab 1. Januar 1974 wurde u. a. das Institut des Seeverkehrs und der Hafenwirtschaft mit dem „Ingenieurbüro für Rationalisierung“ in den Stammbetrieb des neu geschaffenen VE Kombinat Seeverkehr und Hafenwirtschaft – Deutfracht/Seereederei – Rostock, unter Leitung des vom Verkehrsminister Otto Arndt berufenen Generaldirektors Heinz Neukirchen, eingegliedert. Der Zusammenschluss wurde zuvor in großformatigen Anzeigen in den zentralen Tageszeitungen der DDR bekanntgegeben.
Zu den Aufgaben des Instituts gehörte weiter die Aufgabe als wissenschaftliches Zentrum der Seeverkehrswirtschaft mit den Forschungseinrichtungen anderer Wirtschaftszweige der DDR und der RGW-Staaten abzustimmen. Eine engere Zusammenarbeit kam mit Polen und der Sowjetunion zustande.

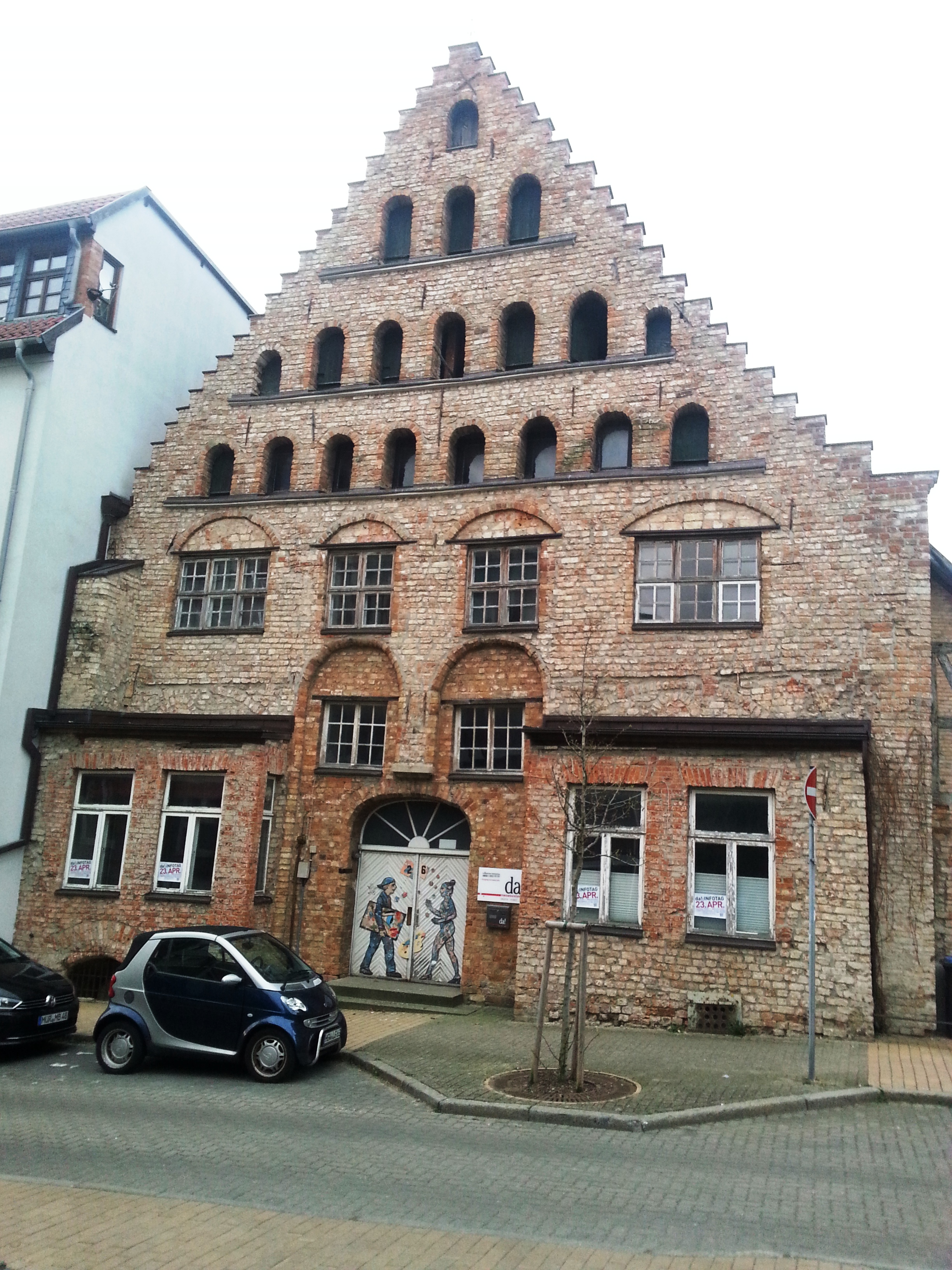
Gebäude in der Lagerstraße, in dem sich das Institut befand

Das Institut mit Sitz in Rostock, Lagerstraße 26, brachte die „Seeverkehrsinformationen“ heraus. Diese Informationsreihe hatte sich vorgenommen, „durch die Wiedergabe wichtiger Artikel, Meldungen und Zahlen aus der in- und ausländischen Fachpresse sowie durch die Veröffentlichung eigener Berichte der Mitarbeiter des Instituts einen Überblick über die aktuellen Probleme der Entwicklung des Weltseeverkehrs und der Seeverkehrswirtschaft der DDR geben.“ Die Beiträge, darunter zu seerechtliche Problemen, dienten der Unterrichtung der Betriebe und Dienststellen der Seeverkehrswirtschaft  und darüber hinaus anderer Einrichtungen außerhalb der Seewirtschaft. Die Autoren bearbeiteten Veröffentlichungen aus Fachzeitschriften redaktionell, darunter aus in der DDR nicht allgemein zugänglichen Publikationen der damaligen Bundesrepublik wie der Hansa und der Monatsschrift für Deutsches Recht. Die Herausgabe der „Seeverkehrsinformationen“ erfolgte anfangs im Auftrage der „Hauptverwaltung des Seeverkehrs und der Hafenwirtschaft im Ministerium des Verkehrswesens der DDR“. Deshalb wurde offensichtlich folgende Haftungsausschluss-Klausel abgedruckt: Bei den aus fremden Presseorganen entnommenen Meldungen ist zu beachten, dass in den meisten Fällen eine Prüfung auf Richtigkeit durch die Redaktion nicht möglich ist. – Der Herausgeber kann daher für die Richtigkeit der aus fremden Presseorganen entnommenen Meldungen keine Gewähr übernehmen.
Diese Schriftenreihe wurde 1974 von „Wissenschaftlich-Technische Informationen“ abgelöst, deren Herausgeber, das „(Kombinats-)Direktorat R, Abteilung Information Rostock“ in der Lagerstraße 16 ihren Sitz hatte.
Die wissenschaftlichen Mitarbeiter forschten zu auftretenden Problemen, deren Ergebnisse nicht immer veröffentlicht wurden u. a. deshalb, da sie aus Gründen der Geheimhaltung als Verschlusssachen eingestuft wurden. Beispielsweise wurde die 1967 erstellte Forschungsarbeit des Instituts des Seeverkehrs und der Hafenwirtschaft, Rostock über „Die Stellung der DDR zu internationalen Organisationen der Seeschiff(f)ahrt und zu internationalen Konventionen“ nicht veröffentlicht. Das Wrackregime nach nationalem und internationalen Recht war im Jahre 1973 eine weitere nicht veröffentlichte Forschungsarbeit des IHS.

### Leiter und Mitarbeitende des Instituts
Der promovierte Ökonom Werner Bunge leitete das Institut und führte den Titel „Direktor“.
Am Institut arbeiteten im Forschungsbereich Seerecht die wissenschaftlichen Mitarbeiter Rudi Frenzel, Adolf Hauer, Peter Reichenbach, Dolly Richter-Hannes,  Norbert Trotz und andere. Sie waren zugleich aktive Mitglieder in der Gesellschaft für Seerecht der DDR und Autoren der Beiträge zum nationalen und internationalen Seerecht.
Ein weiterer Mitarbeiter und Forschungsbereichsleiter im Institut des Seeverkehrs und der Hafenwirtschaft sowie dessen Nachfolger, „Wissenschaftlich-Technisches Zentrum der Seeverkehrswirtschaft, Rostock“, war der spätere ordentliche Professor für Ökonomie des Transportwesens an der Universität Rostock und von 1993 bis 2006 für Verkehrswirtschaft an der Wirtschafts- und Sozialwissenschaftlichen Fakultät, Karl-Heinz Breitzmann.

## Gebäude
Das Institut war in einem um 1600 errichteten Wohnspeicherhaus in der Lagerstraße untergebracht. Der Treppengiebel aus Backstein kann mit den Segmentbögen über den rechteckigen Fenstern schon dem Barock zugerechnet werden. Die traufseitigen Längswände sind im Obergeschoss aus Fachwerk.